# Tekeújfalu
Tekeújfalu (románul: Lunca, régebb Uifalău, németül: Trassten) falu Maros megyében, Erdélyben, Romániában, Tekeújfalu község központja.

## Fekvése
Tekétől délkeletre, Szászrégentől északnyugatra fekszik.

## Története
1319-ben Barthaleuswyfalva, 1335-ben Uyfalu néven említették az oklevelekben. 1319-ben mint a Kácsik nemzetség tagjainak öröklött birtokát említették, amit a király  ekkor visszaadott az e nemzetségből való Mihály fia Simon ispánnak, majd egy 1323-ban kelt oklevélben az ugyancsak e nemzetségből való Szécsényi Tamás erdélyi vajdát erősítette meg az itteni birtokban. 1319-ben jelentkező neve valószínűleg Szent Bertalan tiszteletére felszentelt római - katolikus templomára utal. 1335-ben papját Gottfriednek hívták, így valószínű, hogy első telepesei szászok voltak, akik később kipusztultak, vagy elhagyták a települést.
A trianoni békeszerződésig Kolozs vármegye Tekei járásához tartozott.

## Lakossága
1910-ben 661 lakosa volt, ebből 634 román, 27 magyar
2002-ben 628 fő lakta a települést, melyből 618 románnak, 8 cigánynak, 2 magyarnak vallotta magát.